# لنا ورملت
لنا ورملت (انگلیسی: Lena Wermelt؛ زادهٔ ۲۹ سپتامبر ۱۹۹۰) بازیکن فوتبال اهل آلمان است.
از باشگاه‌هایی که در آن بازی کرده‌است می‌توان به باشگاه فوتبال اف‌سی‌آر ۲۰۰۱ دویسبورگ اشاره کرد.
وی همچنین در تیم‌های ملی فوتبال Germany women's national youth football team، و Germany women's national youth football team، و Germany women's national youth football team، و Germany women's national under-20 football team بازی کرده‌است.